# Gianni Wilmer Ronzani
Gianni Wilmer Ronzani (Portula, 12 ottobre 1953) è un politico italiano.

## Biografia
Aderisce da giovanissimo al PCI. Inizia la sua attività lavorativa come operaio apprendista alla Bozzalla & Lesna di Coggiola,un'azienda tessile in Provincia di Biella dove viene licenziato insieme alla madre.Dopo essere stato segretario della FGCI di Biella,organizzazione a cui aveva aderito all'età di 14 anni,entra a far parte della Segreteria della Federazione Comunista biellese e Valsesiana e si occupa dei problemi del lavoro e dell'organizzazione di Partito.Nel 1978,all'età di 25 anni, diventa segretario della Federazione biellese e valsesiana del partito, succedendo a Elvo Tempia Valenta, storico dirigente del PCI Biellese. Nel 1975 viene eletto per la prima volta  Consigliere comunale a Biella nelle liste del PCI e rieletto nel 1980, incarico dal quale si dimetterà nel 1983 dopo essere stato eletto deputato della Repubblica.
Nel 1983, a 29 anni, viene eletto alla Camera dei deputati nelle file del Partito Comunista Italiano ed è tra i più giovani parlamentari della Legislatura. Alla Camera dei Deputati viene chiamato a far parte della Commissione Trasporti dove si occupa di autotrasporti e trasporto pubblico locale.Conferma il proprio seggio a Montecitorio anche dopo le elezioni politiche del 1987. Dopo lo scioglimento del PCI, aderisce nel 1991 al Partito Democratico della Sinistra, con il quale viene rieletto alla Camera nel 1992 risultando il secondo degli eletti nella circoscrizione Torino-Novara-Vercelli dopo il capolista  Achille Occhetto.
Candidato al Senato alle elezioni politiche del 1994 nel collegio uninominale di Biella per i Progressisti, non viene rieletto. Negli anni successivi lavora come assicuratore all'Unipol. Per un breve periodo diventa segretario provinciale del Pds.
Nel 2000 e nel 2005 viene eletto consigliere regionale in Piemonte nelle file dei DS con più di 8000 preferenze personali. Nel 2010 è nuovamente rieletto in Consiglio regionale piemontese per il Partito Democratico. Nella legislatura regionale 2005/2010 viene eletto Presidente della Commissione Bilancio, mentre nelle tre legislature svolte in Consiglio Regionale continua ad occuparsi delle questioni del lavoro, ricoprendo l'incarico di capogruppo presso la competente Commissione Consiliare. Al termine della esperienza compiuta come consigliere regionale viene eletto Presidente del Consiglio di Indirizzo della Fondazione Biella Domani che ha tra le sue finalità quella "di far vivere le idee del Socialismo e i valori di libertà e di giustizia sociale".